# Niccolò Codazzi
Niccolò Codazzi est un peintre baroque italien spécialisé dans la peinture architecturale, des capricci, des vedute, né à Naples en 1642, et mort à Gênes le 3 janvier 1693

## Biographie

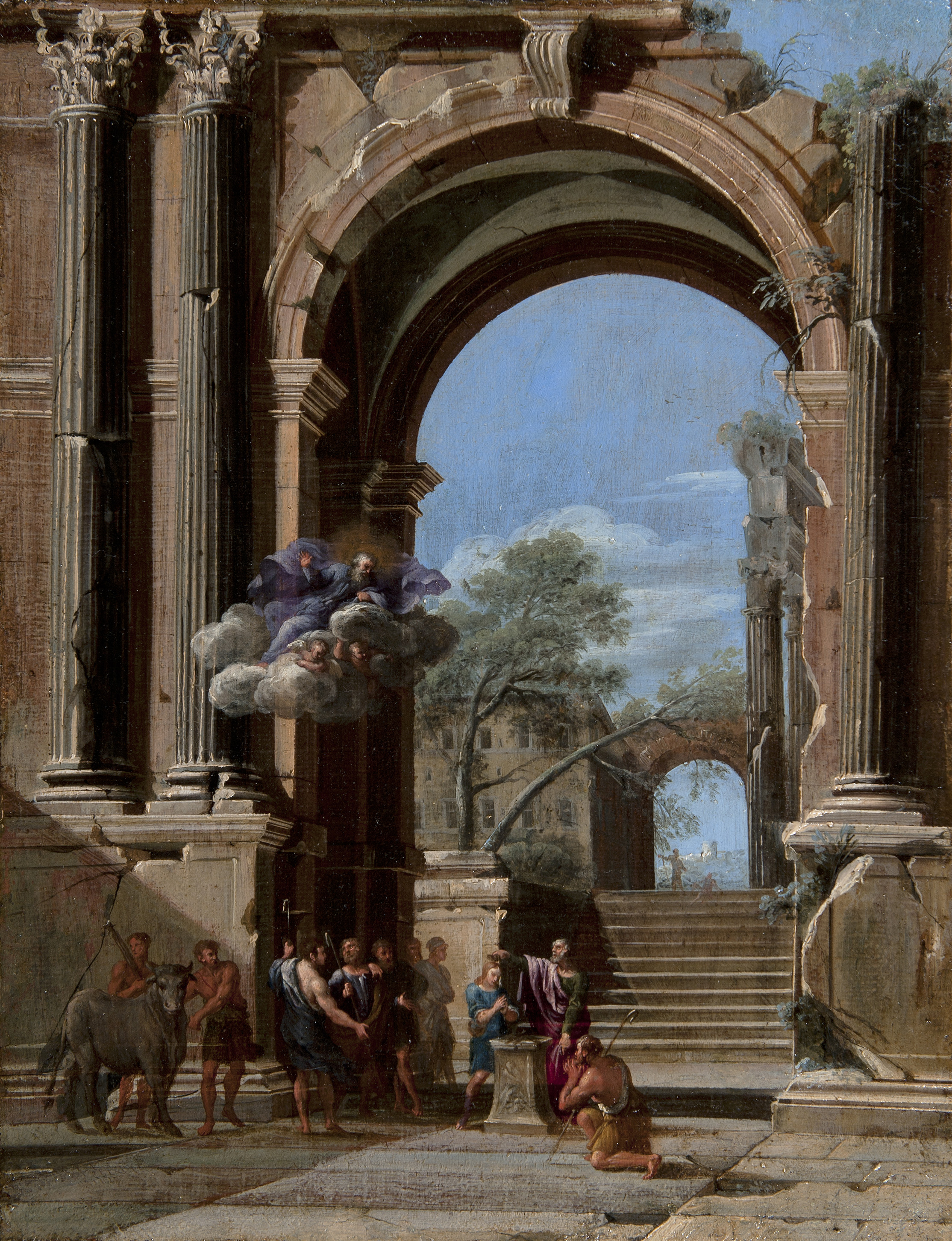
Saint-Pierre baptisant un centurion et l'arc de Titus

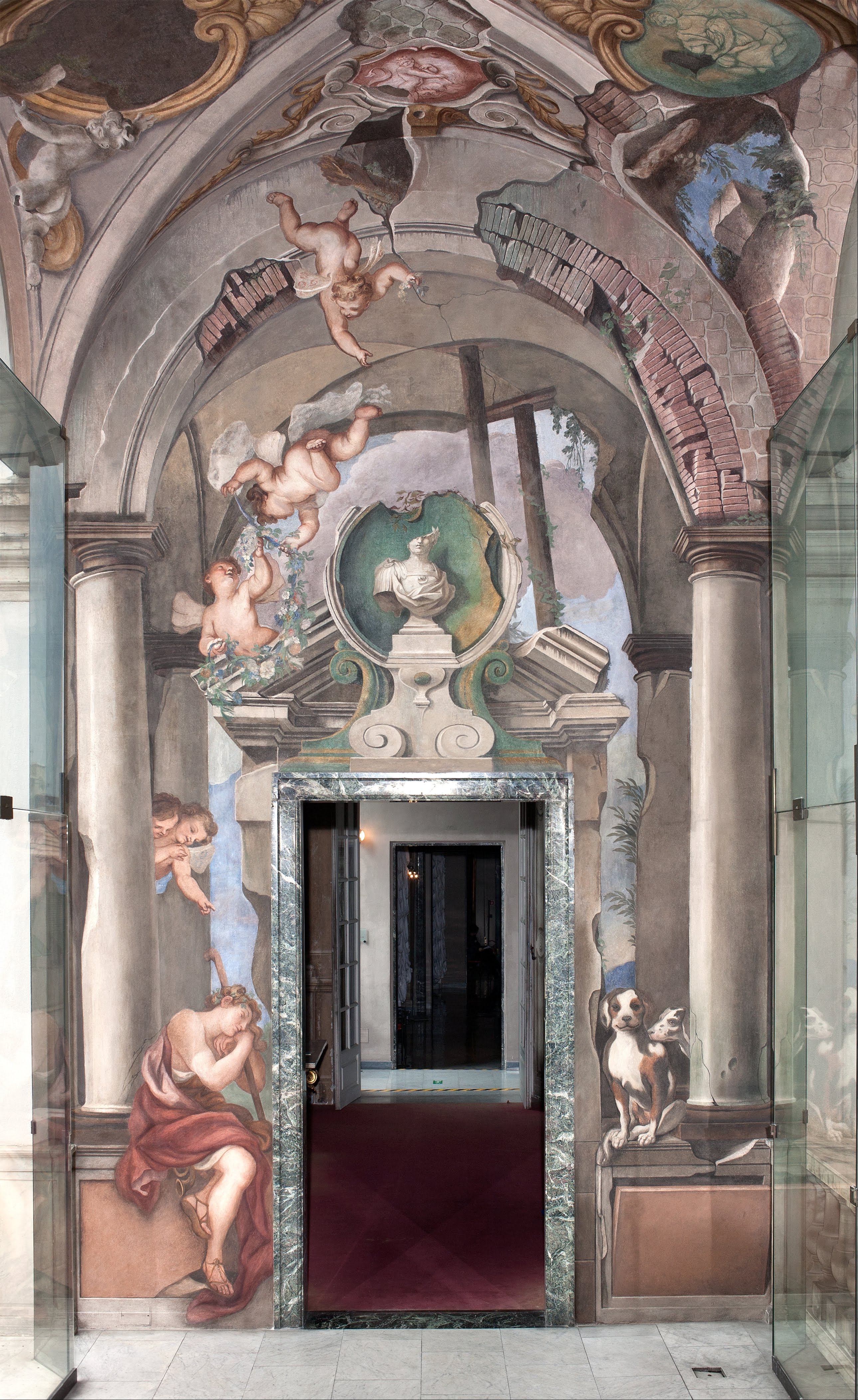
Loggia avec ruines, peinte avec Paolo Gerolamo Piola
Palazzo Rosso

Niccolò Codazzi est le fils du peintre bergamasque Viviano Codazzi (vers 1606 – 1670) et de Candida Miranda. Son père s'était installé à Gênes en 1633 pour travailler sur des commandes importantes. Sa famille s'est installée à Rome après la révolte anti-espagnole de Masaniello en 1647. 
Niccolò Codazzi a étudié avec Vicente Giner auprès de son père Viviano Codazzi. Il a ensuite travaillé dans l'atelier de son père. Il est difficile de distinguer les œuvres du père et du fils au cours de sa première période. Il était à Rome à partir de 1675 et vivait près de l'église de San Macuto. Il fut l'un des artistes qui travaillèrent à la décoration de l'étage noble du Palazzo Altieri. Il a collaboré avec les peintres hollandais de bambochades (Bamboccianti) Dirk Helmbreker de Haarlem et Jacob de Heusch d'Amsterdam. Ils ont créé des figures de genre, telles que des bergers, des voyageurs et des paysans, dans l'architecture peinte par Niccolò Codazzi.
Il s'est marié avec Giovanna d'Amico, sœur d'Anna qui avait épousé le peintre napolitain Paolo Porpora.

### En France
Niccolò Codazzi s'installe en France, probablement à cause de la concurrence entre les peintres à Rome. Il est d'abord à Aix-en-Provence où il collabore avec Nicolas Pinson. Il s'installe ensuite à Paris où il vit vers 1681 et 1682. Il y acquiert suffisamment de notoriété pour postuler en 1681 à l'Académie royale de peinture et de sculpture. Il est reçu sous le nom de Nicolas Viviany grâce au soutien de Charles Le Brun le 3 octobre 1682 avant de retourner en Italie. Il est reçu avec un petit tableau, « un morceau de perspective qui représente le dedans d'un bâtiment peu éclairé ».
Durant son séjour en France, il reçut une commande du roi Louis XIV pour peindre des paysages avec architecture pour le grand Appartement de la Reine au château de Versailles. Il fut chargé de peindre quatre grands tableaux d'architecture (quadratura) avec le peintre René-Antoine Houasse pour orner les murs escalier de la reine à Versailles.

### Retour en Italie
À la fin de sa formation en France, il revient en Italie, probablement à Rome. Il a peut-être également séjourné à Naples, car certaines de ses compositions sont mentionnées dans la collection napolitaine du prince de Galatro en 1688. En 1684, il loue une maison à Zerbino près de Gênes. À Gênes, en 1688, où il travaille pour les Brignole sur les décorations murales à caractère architectural du Palazzo Rosso ou palazzo Ridolfo e Giovanni Francesco Brignole Sale. Dans la loggia sud du deuxième étage noble, il peint une décoration de ruine comme « toile de fond » pour les figures de Paolo Gerolamo Piola. Il est mentionné dans les documents sous le nom de il était répertorié sous le nom de « Nicolò Viviano ». Il travaille aux côtés de peintres tels que Gregorio de Ferrari et les frères Piola, Pellegro et Domenico. 
Il meurt à Gênes où il est inhumé dans l'église San Vito alla Foce, aujourd'hui détruite.